# Campeonato Nacional de Fútbol 1961
Il Campeonato Nacional de Fútbol 1961 è stata la 3ª edizione della massima serie del campionato di calcio dell'Ecuador ed è stata vinta dall'Emelec.

## Formula
Il torneo contò otto partecipanti, qualificatisi tramite i primi quattro posti di Campeonato Profesional Interandino e Campeonato Profesional de Guayaquil. Come nell'edizione precedente, le squadre provenienti dalle medesime associazioni non si scontrano.

## Avvenimenti
Inizialmente il campionato vide l'arrivo a pari punti di Emelec e Deportivo Quito, tanto che fu necessario uno spareggio, vinto per 3-2 dal Deportivo Quito; successivamente l'incontro Deportivo Quito-Patria finito 3-0, fu assegnato a tavolino 0-2, consegnando di fatto la vittoria del campionato all'Emelec.

## Classifica
|                    | Pos. | Squadra         | Pt | G | V | N | P | GF | GS | DR |
| ------------------ | ---- | --------------- | -- | - | - | - | - | -- | -- | -- |
| Ecuador (bandiera) | 1.   | Emelec          | 10 | 8 | 3 | 4 | 1 | 15 | 12 | +3 |
|                    | 2.   | Patria          | 9  | 8 | 4 | 1 | 3 | 17 | 14 | +3 |
|                    | 3.   | Everest         | 8  | 8 | 4 | 0 | 4 | 22 | 13 | +9 |
|                    | 3.   | LDU Quito       | 8  | 8 | 4 | 0 | 4 | 15 | 11 | +4 |
|                    | 3.   | Deportivo Quito | 8  | 8 | 3 | 2 | 3 | 13 | 19 | -6 |
|                    | 6.   | Barcelona SC    | 7  | 8 | 3 | 1 | 4 | 12 | 13 | -1 |
|                    | 6.   | España Quito    | 7  | 8 | 2 | 3 | 3 | 7  | 12 | -5 |
|                    | 6.   | Macará          | 7  | 8 | 3 | 1 | 4 | 17 | 24 | -7 |

## Verdetti
- Emelec campione nazionale
- Emelec in Coppa Libertadores 1962

## Classifica marcatori
| Gol |  |  | Giocatore            | Squadra   |
| --- |  |  | -------------------- | --------- |
| 14  |  |  | Galo Pinto           | Everest   |
| 9   |  |  | Hardany Rojas        | Macará    |
| 5   |  |  | Ernesto Guerra       | Aucas     |
| 5   |  |  | Hugo Mantilla        | LDU Quito |
| 5   |  |  | Bolívar Merizalde    | Aucas     |
| 5   |  |  | Carlos Alberto Raffo | Emelec    |